# Урожайное (Советский район, Крым)
Урожа́йное (до 1945 года Фернгейм; укр. Урожайне, крымскотат. Ferngeym, Фернгейм, нем. Fernheim) — село в Советском районе Республики Крым, центр Урожайновского сельского поселения (согласно административно-территориальному делению Украины — Урожайновского сельского совета Автономной Республики Крым).

## Население
| 2001 | 2014  |
| ---- | ----- |
| 1218 | ↘1119 |

### Динамика численности
| - 1911 год — 20 чел. - 1915 год — 37 чел. - 1926 год — 107 чел. - 1939 год — 340 чел. - 1974 год — 1065 чел. | - 1989 год — 1170 чел. - 2001 год — 1218 чел. - 2009 год — 1135 чел. - 2014 год — 1119 чел. |

## Современное состояние
На 2017 год в Урожайном числится 6 улиц; на 2009 год, по данным сельсовета, село занимало площадь 99 гектара на которой, в 378 дворах, проживало 1135 человек. В селе действуют средняя школа, детский сад «Звёздочка», сельский дом культуры, отделение почты России, библиотека-филиал № 16, фельдшерско-акушерский пункт, храм апостола и евангелиста Матфея, мечеть «Фернгейм джамиси». Урожайное связано автобусным сообщением с райцентром, Симферополем, городами Крыма и соседними населёнными пунктами.

## География
Урожайное — село на востоке района, в степном Крыму, у границы с Кировским районом, в 2 км от берега Сиваша, высота над уровнем моря — 10 м. Ближайшие сёла — Присивашное в 3,7 км на северо-запад и Новофёдоровка Кировского района — в 6 километров на юг, там же ближайшая железнодорожная станция — Новофёдоровка (на линии Джанкой — Феодосия), райцентр Советский — примерно в 12 километрах (по шоссе). Транспортное сообщение осуществляется по региональным автодорогам 35Н-583 Советский — Урожайное и 35Н-571 Урожайное — Новофёдоровка (по украинской классификации — С-0-11426 и С-0-11411).

## История
Немецкое меннонитско-лютеранское поселение Ференгейм (нем. Fernheim, также Травники, или Пеннеры), согласно энциклопедическому словарю Немцы России, было основано в 1881 году (есть версия, что в 1873 году) на 1300 десятинах земли в сосотаве Цюрихтальской волости Феодосийского уезда, а в 1911 году имело 20 жителей. На 1914 год в селении действовало меннонитское земское училище. По Статистическому справочнику Таврической губернии. Ч.II-я. Статистический очерк, выпуск пятый Феодосийский уезд, 1915 год, в посёлке Ференгейм (Пенер и др.) Цюрихтальской волости Феодосийского уезда числилось 6 дворов с немецким населением в количестве 37 человек приписных жителей.
После установления в Крыму Советской власти, по постановлению Крымревкома № 206 «Об изменении административных границ» от 8 января 1921 года была упразднена волостная система и село вошло в состав Ичкинского района Феодосийского уезда, а в 1922 году уезды получили название округов. 11 октября 1923 года, согласно постановлению ВЦИК, в административное деление Крымской АССР были внесены изменения, в результате которых округа были отменены, Ичкинский район упразднили, включив в состав Феодосийского в состав которого включили и село. Согласно Списку населённых пунктов Крымской АССР по Всесоюзной переписи 17 декабря 1926 года, в селе Фернгейм, Ак-Кобекского сельсовета Феодосийского района, числилось 22 двора, из них 21 крестьянский, население составляло 107 человек, из них 90 немцев, 9 русских и 8 украинцев. В 1926 году в селе жителями Феодосии была
организована земледельческая артель «Новая жизнь», через год селяне создали Ференгеймское общество по совместной обработке земли. Коллективы в 1929 году объединились в колхоз «Новая жизнь». Постановлением ВЦИК «О реорганизации сети районов Крымской АССР» от 30 октября 1930 года Феодосийский район был упразднён и был создан Сейтлерский район (по другим сведениям 15 сентября 1931 года), в который включили село, в том же году в Фернгейме была открыта библиотека. С образованием в 1935 году Ичкинского — в состав нового района. Видимо, в ходе той же реорганизации, был образован Ференгейский сельсовет, поскольку на 1940 год он уже существовал (в статусе центра совета село пребывает всю дальнейшую историю). По данным всесоюзной переписи населения 1939 года в селе проживало 340 человек. Вскоре после начала Великой Отечественной войны, 18 августа 1941 года крымские немцы были выселены, сначала в Ставропольский край, а затем в Сибирь и северный Казахстан.
В годы Великой Отечественной войны на фронтах и в партизанских отрядах сражались 57 жителей Фернгейма, 27 из них погибли. В их честь в 1977 году в центре села установлен памятный знак. Постановлением Совета министров Республики Крым № 627 от 20 декабря 2016 года памятник отнесён к категории объектов культурно-исторического наследия России регионального значения
После освобождения Крыма от фашистов, 12 августа 1944 года было принято постановление № ГОКО-6372с «О переселении колхозников в районы Крыма» и в сентябре 1944 года в район приехали первые новоселы (180 семей) из Тамбовской области, а в начале 1950-х годов последовала вторая волна переселенцев из различных областей Украины. Указом Президиума Верховного Совета РСФСР от 21 августа 1945 года Ференгейм был переименован в Урожайное и Ференгеймский сельсовет — в Урожайновский. С 25 июня 1946 года Урожайное в составе Крымской области РСФСР, а 26 апреля 1954 года Крымская область была передана из состава РСФСР в состав УССР. Указом Президиума Верховного Совета УССР «Об укрупнении сельских районов Крымской области», от 30 декабря 1962 года Советский район был упразднён и село присоединили к Нижнегорскому. 8 декабря 1966 года Советский район был восстановлен и село вновь включили в его состав. По данным переписи 1989 года в селе проживало 1170 человек. С 12 февраля 1991 года село в восстановленной Крымской АССР, 26 февраля 1992 года переименованной в Автономную Республику Крым. С 21 марта 2014 года в составе Крыма аннексировано Россией.